# Apostolepis striata
Apostolepis striata — вид змій родини полозових (Colubridae). Ендемік Бразилії.

## Поширення і екологія
Apostolepis striata відомі з типової місцевості на плато Чапада-душ-Паресіс в штаті Рондонія, поблизу Вільєни, на висоті 600 м над рівнем моря. Вони живуть в саванах серрадо.

## Збереження
МСОП класифікує цей вид як такий, що перебуває на межі зникнення. Apostolepis striata загрожує знищення природного середовища.